# Chrysomma altirostre
Chrysomma altirostre е вид птица от семейство Sylviidae. Видът е световно застрашен, със статут Уязвим.

## Разпространение
Видът е разпространен в Индия, Мианмар, Непал и Пакистан.